# Shoom

灰色背景的Shoom標誌。這款圖案會印在海報、傳單和T恤上

Shoom是1987年9月至1989年初在英國倫敦四家夜店每週舉辦的通宵舞曲活動，通常認為它掀起了英國的迷幻浩室運動，由當時還名不見經傳的DJ和唱片製作人丹尼·拉普林創立，妻子珍妮負責管理。活動始於南倫敦南華克街可容納300人的地下健身房，到1988年5月越來越受歡迎，不得不搬到位於中倫敦托登罕宮路更大的場所「強烈」，時間也從星期六改到星期四晚上。之後遷至肯辛頓的「公園夜店」和查令十字路的「巴斯比」。
丹尼·拉普林和泰瑞·法利在早年夜晚擔任駐場DJ，演奏的音樂混合芝加哥浩室、巴利阿里和底特律鐵克諾，並滲入當代流行和後龐克。夜店的建築室內設計通常打造成現代簡約的風格，裝滿草莓味煙霧機和頻閃燈。活動的音樂和視覺文化無不圍繞著迷幻藥LSD及在英國通常被稱為「忘我」或「E」的放心藥MDMA。隨著時間推移，常客DJ有卡爾·考克斯、馬克·摩爾和安德魯·威瑟瑞爾。
開幕後的幾週內，進入Shoom的人遠遠超過場地所能容納的人數，拉普林一家因此被迫採用嚴格的入場規定，珍妮則擔任不得人心的門口安管角色。警方注意到夜店有涉嫌吸毒後，Shoom於1990年初關門大吉。到了這個時候，電子音樂已成為主流，風格更強的銳舞開始流行，Shoom逐漸變得過時。

## 成立過程

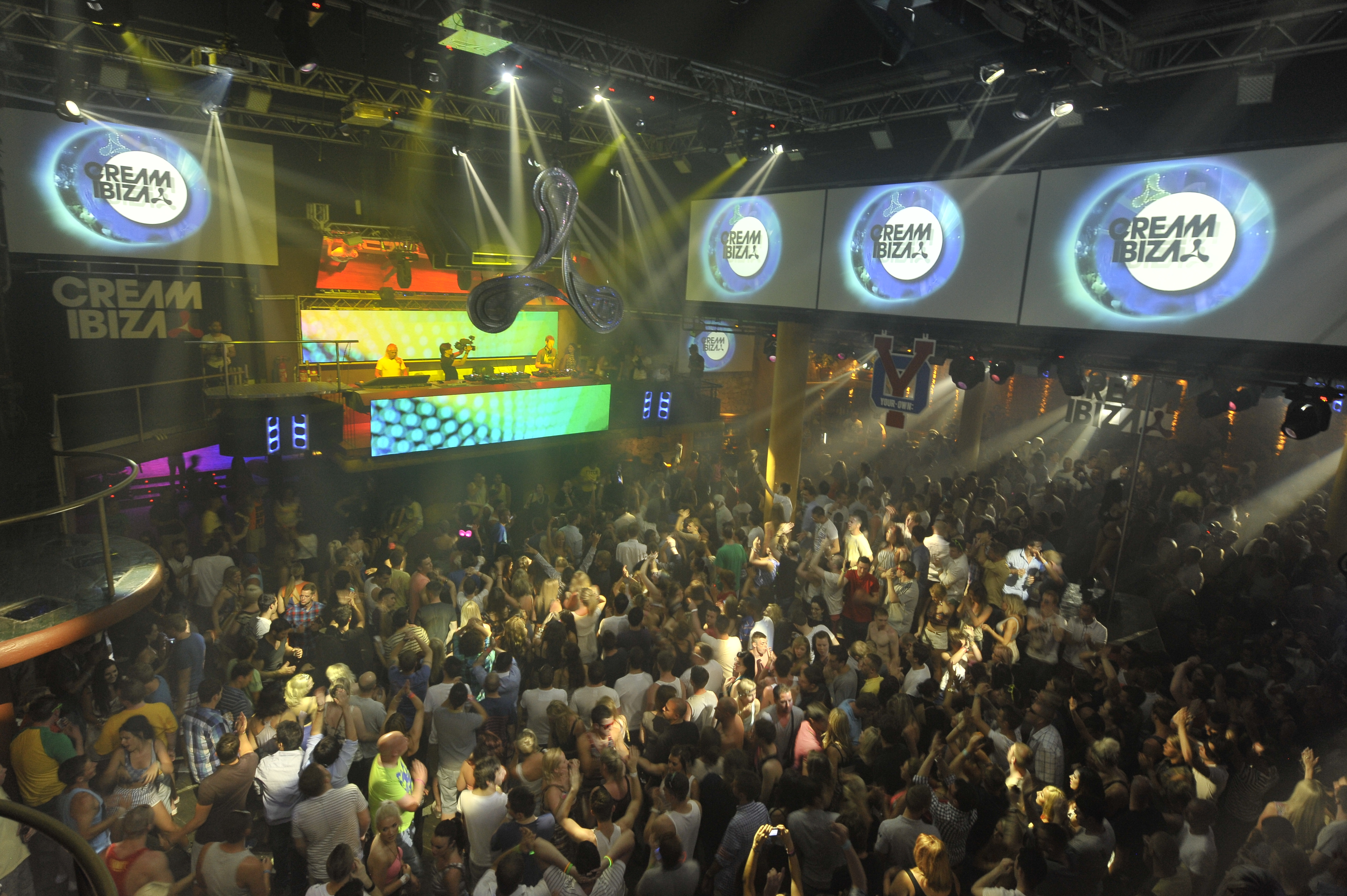
Shoom主要受到伊比薩「失憶症 (夜店)」夜店的影響

英國DJ和唱片製作人保羅·歐肯佛德1985年在伊维萨度過夏天時遇到DJ特雷弗·馮（Trevor Fung）和伊恩·聖保羅（Ian St. Paul）。歐肯佛德租下島嶼別墅來慶祝生日，並邀請倫敦DJ尼基·荷路威、約翰尼·沃克、彼特·堂和當時名不見經傳的丹尼·拉普林。拉普林在當天初嘗「忘我」，並對阿爾弗雷多·費奧里托露天又下班時間才開門的「失憶症」夜店和佩佩·羅塞洛（Pepe Rosello）的「太空」留下深刻印象。
丹尼和妻子珍妮（Jenni）從沒有組織夜店的經驗，但回到英國後，他們嘗試重現在伊比薩巴利阿里節拍俱樂部感受到的氛圍。記者路易絲·格雷（Louise Gray）稱這兩夫妻是對來自東南倫敦伯蒙德賽的「非常普通、（但）逐漸走向富裕的勞動階級夫婦」。Shoom與倫敦其他兩家早期酸浩室俱樂部幾乎同時開業，分別是荷路威的「旅程」（The Trip，1987年6月開業）和歐肯佛德以浩室為主的「光譜」（Spectrum，1988年4月到1990年，位於查令十字的「天堂」）。
Shoom的名字來自拉普林在伊比薩聽到馮說的一句話，當時他稱忘我有「疾馳」的感覺。1987年11月某個星期六舉辦開幕之夜，名為「Klub Schoom」，但第二晚縮短成「Shoom」。夜店在南倫敦萨瑟克街56-58號皇冠之家（Crown House）樓下的健身中心健身房開業，拉普林選擇此地是因為它尺寸小而舒適，而且他負擔得起。前幾週來的人很少，拉普林一家能在每人到達時向他們致意，走時向他們道晚安。Shoom的常駐DJ泰瑞·法利認為這個方法提高了夜店的早年聲譽，有助於發展死忠粉。當地議會賦予健身房活動許可證，代表他們不能提供酒精類飲品，但能營業到凌晨5點，這為夜晚帶來地下和非法的氛圍。

Shoom是首批在宣傳材料中採用微笑圖示的俱樂部

拉普林從家人和朋友借來開幕之夜的資金，並請卡爾·考克斯提供音響系統。健身房有兩個房間，拉普林和考克斯在主廳演奏，法利則在裡屋演奏放克和靈歌爵士樂。開幕之夜雖吸引了上百人，並收支平衡，但演奏的音樂風格不集中，所以丹尼覺得這場並不成功。到了第二天晚上，他的音樂主要集中在巴利阿里和浩室，並留下考克斯作為常規DJ，但將音響系統轉成DJ喬伊·傑（Joey Jay）的器材。Shoom馬上在舞曲粉絲中收穫一班狂熱追隨者，他們認為和當時俱樂部流行的西區趨勢相反「蠻酷的」。幾週之內，進入夜店的人數從數百人上升到上千人，導致1988年3月搬到位於托登罕宮路基督教青年會地下室的「強烈」，時間也改到星期四晚上，最後搬到載量更大的查令十字路「巴斯比」。
夜店受到俱樂部紅人安東·勒·派瑞特（Anton Le Pirate）、邁克·克拉克、艾倫·麥吉、鮑比·格里斯佩，明星莎黛、李·包沃利、保羅·魯瑟福及記者蓋瑞·克勞利和羅伯特·埃爾姆斯稱讚後知名度水漲船高。參加Shoom的人數通常都超越每個場地的載量，作家大衛·卡瓦納因此稱氛圍充斥著「高溫和擁擠」，而電子舞曲組合方格子樂團成員理查德·諾里斯表示他參加時「毫無氧氣，（以致）我們點燃打火機後火焰很快熄滅」。愛之夏在大量使用微笑圖示後，Shoom於1988年1月在宣傳傳單和海報使用這個圖案的舉動讓其重新流行起來，導致最終被廣泛當作英國酸浩室運動的標誌性符號。
拉普林從一開始就嘗試維持俱樂部的地下狀態，因而盡力減少音樂和一般媒體的注意。珍妮也為了避免被主流關注，在他們搬到托登罕宮路不久就開始定期派發免費時事通訊來宣揚俱樂部「愛與和平」的精神。夜店裏面充滿卡通塗鴉、微笑圖示、詩歌和粉絲信件的摘錄（當中包含意氣風發和嬉皮士的稱讚，像是「Shoom……創造了讓我們做自己的自由」）。珍妮會聯絡公關公司來幫忙宣傳活動，但得確保這些必須保持低調，甚至親自要求記者不要寫有關這個活動的任何事。

## 俱樂部

### 音樂
浩室樂在Shoom之前通常被認為是高能量電子舞曲或迪斯科的導入和衍生形式，雖然這類型的音樂在英格蘭北部和中部地區已經流行起來，尤其是曼徹斯特、谢菲尔德和诺丁汉，但倫敦只有很少的俱樂部播放浩室（大多數都是夜店「暗黑」演奏），比較有名的是諾爾（Noel）和莫里斯·華生（Maurice Watson）在阿斯托利亞舉辦的「譫妄」活動，以及夜店「天堂」的「金字塔」和「叢林」之夜會將浩室和電音放克一起演奏。Shoom的前兩夜吸引了一批放克、靈魂樂和靈歌爵士樂的聽眾，當中許多人穿著1970年代的復古風格服裝，像是喇叭褲和大領襯衫。
丹尼·拉普林和法利擔任常駐DJ，後者通常在裡屋演奏。常客DJ有卡爾·考克斯、科林·菲弗、馬克·摩爾和安德魯·威瑟瑞爾。拉普林的DJ台不像往常一樣在人群上方的小空间，反而與舞池持平。他的風格被數位早期芝加哥浩室製作人稱讚，像是馬歇爾·傑佛遜。芝加哥DJ巴姆·巴姆（Bam Bam）於1998年在Shoom的表演留下深刻印象，足以媲美因羅恩·哈迪（Ron Hardy）而聲名鵲起的夜店音樂盒。
隨著酸浩室於1998年在英國流行開來，這個夏天以1967年加州愛之夏命名，被稱為愛的第二夏。雖然早期活動領域受到迷幻藥LSD影響，但這場1988年運動是基於「忘我」的廣泛使用。作家馬修·科林（Matthew Collin）指出這兩個活動是如何靠「集體意識」這個想法來分享信念，因為「忘我」是種興奮劑而不是迷幻藥，與首個愛之夏行程鮮明對比的是，酸浩室的領域很少進行理性探討，放在歷史背景中只有少數已發表的同時期報導和殘存的視頻片段。
法利表示當代英國浩室DJ選擇電子唱片讓「『E』完全發揮……作用」。Shoom以演奏創新和新式的酸浩室來建立名聲，他們將未來樂團在1987年《迷幻音軌》使用的開創性Roland TB-303推介給英國聽眾，並推動了人形生物1988年轉型單曲《斯塔克人形生物》的人氣。威瑟瑞爾在邀請駐場彈奏前已經是常客，他表演時融合了底特律和酸浩室，並穿插拉维·香卡、克里斯和科西、公眾形象樂團和迴響辛迪加等藝人的曲目。

### 燈光和設計
Shoom的室內設計傾向極簡建築風格、鏡面牆及包含微笑圖示的裝飾品。拉普林一家早年採用微笑圖示反映了普遍存在的實證主義情緒，後來成為名服裝設計師的尼克·科爾曼（Nick Coleman）表示Shoom讓「每個人都在微笑，並沈浸於極其強大的音樂……（和）新興的青少年文化之中」。
濃厚的草莓味煙霧經常讓夜店變得令人幽閉恐懼，再加上閃爍的頻閃燈，使得近在咫尺的舞者都很難看清。表現的馬克·摩爾（Mark Moore）記得他第一次去Shoom時，直到分解聯奏時煙霧散去，他才意識到身旁的人都「在吸E」。

### 穿衣風格和文化
Shoom是首批將美國浩室樂帶進英國的俱樂部，因此站在浩室運動式樣和風格發展的最前沿。去夜店玩樂的人通常穿寬鬆、扎染或炫彩衣物，而漁夫帽、方頭巾、工裝褲、南美披風和匡威運動鞋也變得有名。寬鬆風格起初是為了對抗小型健身房的酷熱而生，但常客將此趨勢散播開來，薇薇安·魏斯伍德等名人服裝設計師甚至深受啟發來製作服裝。DJ傑·斯特龍曼（Jay Strongman）觀察到Shoom成立之後，倫敦俱樂部領域的名人在一夜之間變成「老古董」。科爾曼同樣在1988年7月去完夜店後，立馬從名牌服飾和「嘗試（閒站得）酷一點」，到身穿T恤、牛仔褲……「（和擁有）50個新朋友」，他認為Shoom開始擺脫昂貴衣物，轉而較休閒、寬鬆的風格，是典型的90年代「著裝」趨勢。

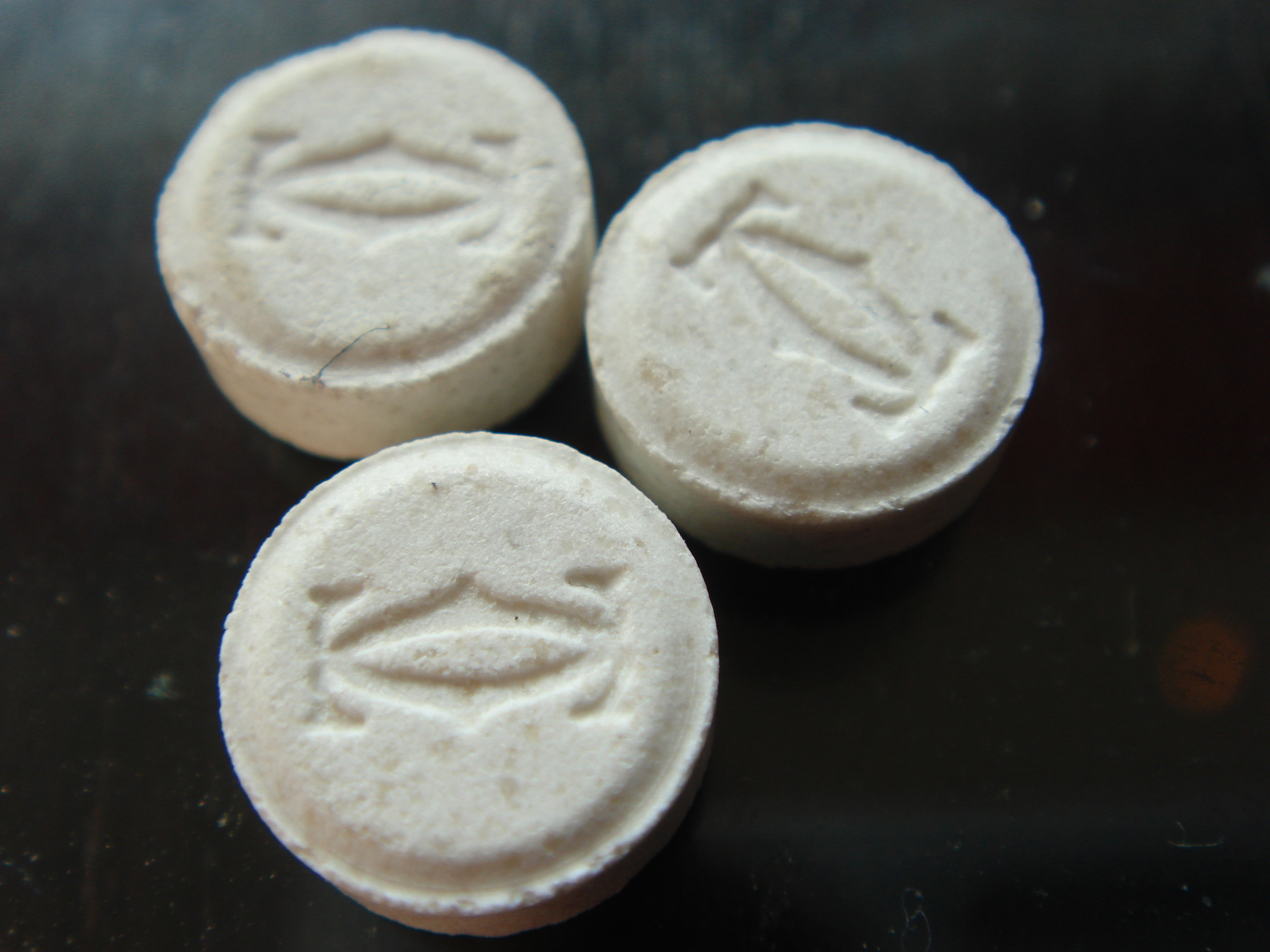
帶有品牌圖案的米白色忘我藥丸

忘我在1987年夏天前只有少數舞曲愛好者知道，像是佐治童子、軟細胞樂團的馬爾克·阿爾蒙德和新秩序的貝爾納·薩姆納，經常光顧紐約的54俱樂部、芝加哥的倉庫和音樂盒等美國俱樂部，他們在那裏了解到1980年代初先驅DJ羅恩·哈迪和法兰基·纳克鲁斯。人們對於忘我所知甚少，更普遍認為它是合法，實際上英國濫用藥物法將其歸類為A類毒品。雖然浩室樂和忘我次文化是獨立發展，直到1987年倫敦俱樂部合併才成為主流。最早報導這個領域的記者雪莉·加拉特（Sheryl Garratt）認為音樂和毒品彼倡此和，因為忘我帶來的溫暖和極具同感的飄飄欲仙與早年倫敦俱樂部小而舒適的尺寸相輔相成，而且兩者都會為發現全新的革命性電子樂形式感到興奮。瓶裝水和能量飲品葡萄適之所以是俱樂部最受歡迎的飲料，部分原因是健身房不能賣酒，但更主要的是夜店顧客發現酒精會減弱忘我導致的亢奮效果。有傳言指出維他命C也會減輕毒品的影響，所以酒吧菜單上沒有橙汁。
音樂作家西蒙·雷諾茲稱Shoom「不像任何西區俱樂部……（它）不是為了被人看到，而是為了失去你的時髦、你的自我意識、你的『自我』」。威瑟瑞爾認為夜店比後來的浩室俱樂部和1990年代初免費的戶外倉庫派對更具精神體驗。忘我對夜店常客產生深遠影響，甚至有些強烈過頭，許多人為了能多去夜店，會考慮放棄他們的正職，因此珍妮不得不寫時事通訊建議顧客不要太沈迷其中，法利形容他們「幾乎就像丹尼的門徒」。丹尼聲稱自己在打碟時不會吸食忘我，因為擔心會影響他的表現，再加上Shoom是週末夜店，所以他會限制在週初攝入。他還承認有些夜晚蠻危險，自己不得不抬走被房間的強壓和熱度弄得不省人事的人。拉普林夫妻後來表示一些年輕又少生活經驗的夜店常客會問他們人生建議，但自覺沒能力給出答案。

### 入場規定
Shoom開業幾週內，吸引到的顧客就超過南華克街健身房300人的載量。珍妮本身不願受到媒體關注，但又負責看守門口和俱樂部的宣傳（僅限於傳單和時事通訊）。珍妮遵循「沒有時髦人物，沒有流行明星」的方針來決定誰入場，這無可避免讓她被冠上粗魯無禮又狂妄自大的名聲。早期的Shoom顧客表示傑森·霍金斯（Jason Hawkins）表示隨著人數增加，常客無法進場時珍妮變得「討人厭，真的很討人厭。我們還曾叫她希特勒」，並將Shoom嚴格又精英主義的進場政策跟史特夫·史特朗1980年代初新浪漫西區夜店「布利茨」作比較，而且太想得到「關注」、穿著昂貴服飾和表現出「土豪」的感覺就會被鄙視。兩者的相似度讓許多的夜店常客覺得珍妮背叛了Shoom一開始的包容精神。
珍妮沒有拿文憑就離開學校，所以她扮演重要角色時就採取了直言不諱、嚴肅的性格。她在2015年接受訪問時表示渴望客人更多元化，像是能有「許多同性戀者、黑人、白人、老嘻哈人」，並表示自己滿不在乎名聲，雖然這份工作通常十分艱難，但只要能達到她心目中的客人組合，就算被侮辱也能很大程度上感到舒服。當代倫敦夜店門衛丹齊爾·羅伯茨（Denzil Roberts）對此表示贊同，並在同場訪問坦露他在判斷誰能進場時，牢記俱樂部根本只是人群组成，像「他們就是派對」，然後問自己這個人能給俱樂部的氛圍帶來什麼後允許其入場。

## 關閉
Shoom在1990年初關門。丹尼·拉普林在那時認為舞曲界開始「惡化」並成為主流，而電子樂已從早期酸浩室的音樂特色轉向更具侵略性及更快的「銳舞」風格。小報新聞分別開始報導這一領域的負面信息，像在頭版取一些像「忘我的禍害」和「射殺這些道德敗壞的酸巨頭」的標題。報導文字帶有「憤怒」語氣，迫使英國警方停止活動並逮捕組織者和贊助人，這讓拉普林一家害怕惹罪上身。
丹尼和珍妮於1990年代初離婚。前者在Shoom之後成為國際知名的DJ，而後者從音樂界退休，成為名成功的商人。

## 後續

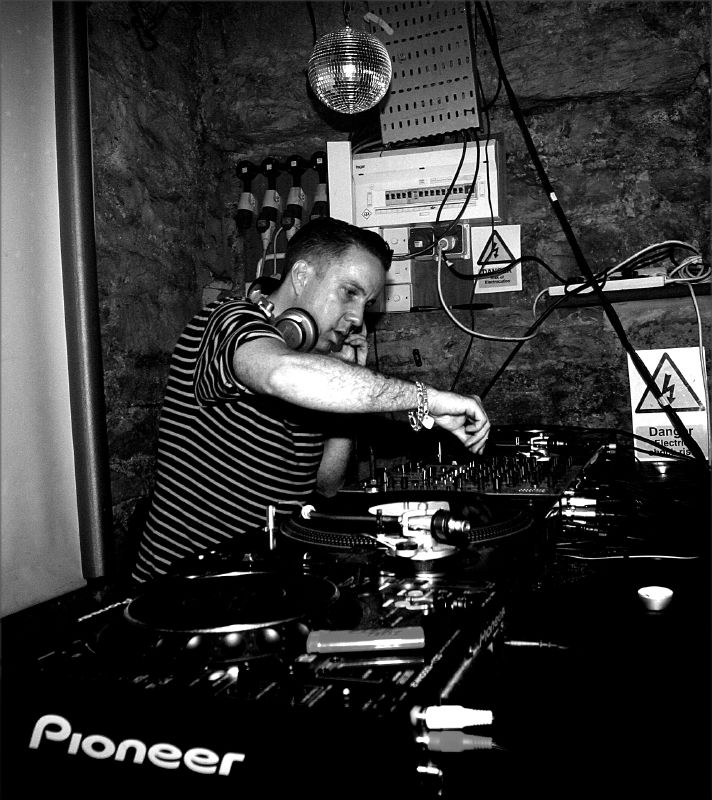
安德魯·威瑟瑞爾，攝於2019年

倫敦俱樂部的承辦人在Shoom關門後雖然常試圖將拉普林的音樂排除在外，但還是不免於拿他的成就出來比較。理查德·韋斯特（Richard West，也被稱為C先生）表示除了Faver的設備，Shoom通常會演奏「有幾分愚蠢的東西，（並）輕裝上陣」，而舞曲到了1990年已經進化得更加「精彩」。雷諾茲則寫道電子樂到1990年代初已發展到與「巴利阿里相距甚遠」的地步。韋斯特覺得更大規模、通常非法的露天派對成為流行趨勢前，1990年初出現在克林克街「RIP」（「革命到位」）等俱樂部的銳舞界，光芒完全蓋過Shoom和巴利阿里音樂風格，更指出許多人到了1990年認為巴利阿里已經過時，聽起來像流行樂。
新秩序1989年的專輯《技術》在伊比薩錄製，團員薩姆納和彼得·胡克在Shoom的經歷影響了唱片的音樂詮釋方式和敲擊樂。原始吶喊曾表示他們1991年由威瑟瑞爾製作的專輯《吶喊症候群》是啟發自兩人1989年在Shoom度過夜晚時感受到的音樂風格和氛圍。威瑟瑞爾談到在俱樂部的首晚：「我簡直不敢相信。我（就是）個困惑的龐克靈魂男孩，這對我來說是……夢想成真。我他媽的不敢相信有混合音樂」。原始吶喊在Shoom聽到歌手丹妮絲·約翰遜演唱後邀請她參與專輯，這個決定為唱片成功轉型帶來關鍵作用。
2005年，Shoom在《告示牌》「有史以來最好的25家舞廳」名單中排名第7。2012年，倫敦的「線上夜店」（Cable Nightclub）舉辦了兩次25週年紀念夜。

### 腳註
1. ↑  NIDA n.d.
2. 1 2 3 4 5 6 7 8 9  Reynolds 1999，第三章.
3. 1 2 3  Richards 2017.
4. 1 2 3 4 5 6 7 8  Walker 2018.
5. 1 2 3 4  Matos 2017.
6. ↑  Carroll 2003.
7. ↑  Garratt 1997.
8. ↑  Reynolds 1998，第45頁.
9. ↑  Garratt 2020，第126頁.
10. ↑  Shulman 2019，第135頁.
11. 1 2 3  Garratt 2020，第145頁.
12. ↑  Marshall 2018.
13. 1 2 3  Bainbridge 2014a，第三章.
14. 1 2  Thomson 2018.
15. 1 2  Collin 2009，第58頁.
16. 1 2 3  Shulman 2019，第96頁.
17. ↑  Corrigan 2017.
18. ↑  Roberts 2009.
19. 1 2 3 4  Collin 2009，第61頁.
20. ↑  Shulman 2019，第114頁.
21. ↑  Shulman 2019，第95頁.
22. ↑  Shulman 2019，第126頁.
23. ↑  Cavanagh 2000，第227頁.
24. ↑  Shulman 2019，第99頁.
25. 1 2 3 4 5  Bainbridge 2014a，第四章.
26. ↑  Shulman 2019，第101頁.
27. 1 2  Shulman 2019，第104頁.
28. 1 2  Collin 2009，第70頁.
29. 1 2  Hubzin 2012.
30. ↑  Collin 2009，第77頁.
31. 1 2 3  Banies 2015.
32. 1 2  Melville 2019，第169頁.
33. 1 2  Cavanagh 2000，第226頁.
34. ↑  Shulman 2019，第102-103頁.
35. 1 2  Garratt 2020，第132頁.
36. ↑  Wilson, Greg. . gregwilson.co.uk. 2013-07-18  [2021-08-08]. （原始内容存档于2022-01-25）.
37. ↑  Anniss, Matt. . DJMag.com. 2020-03-11  [2021-08-08]. （原始内容存档于2022-01-25）.
38. ↑  Sullivan, Chris. . Byline Times. 2019-07-30  [2021-08-08]. （原始内容存档于2022-01-25）.
39. ↑  Collin 2009，第59頁.
40. 1 2 3  Bainbridge 2014b.
41. ↑  Collin 2009，第55頁.
42. ↑  Collin 2009，第69頁.
43. ↑  Shulman 2019，第99-100頁.
44. 1 2 3  Reynolds 1998，第52頁.
45. 1 2  Shulman 2019，第105頁.
46. 1 2  Harrison 2016.
47. ↑  Gray 2020.
48. ↑  Shulman 2019，第103頁.
49. ↑  Garratt 1994.
50. ↑  Reynolds 1998，第57-59頁.
51. 1 2 3  Collin 2009，第65頁.
52. ↑  Mixmag 2018.
53. ↑  Aitken 2013.
54. ↑  Push 1991.
55. ↑  shoom.london n.d.
56. ↑  Collin 2009，第63頁.
57. ↑  BBC Four 2019.
58. ↑  Turner 2018.
59. ↑  Garratt 1993.
60. ↑  Shulman 2019，第110頁.
61. ↑  Shulman 2019，第112頁.
62. ↑  Collin 2009，第64頁.
63. ↑  Bainbridge 2014a，第二章.
64. ↑  ACMD 2017.
65. ↑  Garratt 2020，第132,150頁.
66. ↑  Garratt 2020，第150頁.
67. ↑  Shulman 2019，第102頁.
68. ↑  Shulman 2019，第107-108頁.
69. ↑  Collin 2009，第84頁.
70. ↑  Reynolds 1998.
71. ↑  Collin 2009，第66頁.
72. ↑  Moore 2008.
73. ↑  Shulman 2019，第128-130頁.
74. ↑  Collin 2009，第67頁.
75. 1 2  Hinton 2018.
76. ↑  Melville 2019，第202頁.
77. ↑  The Economist 2013.
78. ↑  Chester 2017.
79. ↑  Collin 2009，第74頁.
80. ↑  Hook 2009，章節「1988」.
81. ↑  Cavanagh 2000，第280頁.
82. ↑  Huxley 2020.
83. ↑  Robb 1992.
84. ↑  Snaped 2020.
85. 1 2  Billboard 2020.

### 文獻
- . shoom.london.   [2020-12-14]. （原始内容存档于2022-04-24）.
- Aitken, Stuart. . The Guardian. 2013-11-11  [2020-12-14]. （原始内容存档于2017-01-18）.
- Bainbridge, Luke. . London: Omnibus Press. 2014. ISBN 978-1-7803-8734-5.
- Bainbridge, Luke. . The Guardian. 2014-02-23  [2020-11-29]. （原始内容存档于2017-02-16）.
- Banies, Josh. . i-D. 2015-03-23  [2020-11-29]. （原始内容存档于2022-01-18）.
- Carroll, Jim. . Irish Times. 2003-03-02  [2020-11-30]. （原始内容存档于2022-01-16）.
- Cavanagh, David. . London: Virgin Books. 2000. ISBN 978-1-8466-8713-6.
- Chester, Jerry. . BBC Culture. 2017-05-28  [2021-05-02]. （原始内容存档于2019-01-13）.
- Collin, Matthew. . London: Serpent's Tails. 2009. ISBN 978-0-7535-0645-5.
- Corrigan, Susan. . i-D. 2017-12-08  [2020-11-29]. （原始内容存档于2022-01-16）.
- . Billboard. 2015-11-12  [2020-11-09]. （原始内容存档于2021-06-27）.
- . National Institute on Drug Abuse.   [2021-02-27]. （原始内容存档于2014-12-03）.
- . BBC Four. 2019-09-16  [2021-01-30]. （原始内容存档于2022-04-26）.
- Garratt, Sheryl. . London: TCL Press. 2020. ISBN 978-1-8380-6331-3.
- Garratt, Sheryl. . The Face. 1997-08.
- Garratt, Sheryl. . The Face. 1994-09.
- Garratt, Sheryl. . The Face. 1993-07.
- Gray, Louise. . The Wire. 2020-02  [2020-12-12]. （原始内容存档于2022-04-20）.
- Harrison, Andrew. . The Guardian. 2016-05-19  [2020-12-13]. （原始内容存档于2017-08-23）.
- Hinton, Patrick. . Mixmag. 2018-04-26  [2021-01-30]. （原始内容存档于2021-05-15）.
- Hook, Peter. . London: Simon & Schuster. 2009. ISBN 978-1-8473-9177-3.
- Hubzin, Ivica. . DJ Mag. 2012-12-07  [2020-11-29]. （原始内容存档于2022-01-18）.
- Huxley, Lewis. . PopMatters. 2020-05-21  [2020-11-30]. （原始内容存档于2022-05-07）.
- Marshall, Alex. . New York Times. 2018-09-10  [2020-11-30].
- Matos, Michaelangelo. . Rolling Stone. 2017-12-12  [2020-11-29]. （原始内容存档于2022-04-07）.
- (PDF). Advisory Council on the Misuse of Drugs. 2008-02  [2021-01-30]. （原始内容 (PDF)存档于2021-12-01）.
- Melville, Caspar. . Manchester: Manchester University Press. 2019. ISBN 978-1-5261-3125-6.
- Moore, Mark. . The Guardian. 2008-04-20  [2020-12-13]. （原始内容存档于2022-01-16）.
- Push. . Melody Maker. 1991-08-17.
- Reynolds, Simon. . London: Routledge. 1999. ISBN 978-0-4159-2373-6.
- Reynolds, Simon. . London: Faber and Faber. 1998. ISBN 978-0-5712-8913-4.
- Richards, Sam. . The Guardian. 2017-11-28  [2020-11-29]. （原始内容存档于2022-04-16）.
- Robb, John. . Siren. 1992-02.
- Roberts, Joe. . Evening Standard. 2009-07-17  [2020-11-29].
- Shulman, Alon. . London: John Blake. 2019. ISBN 978-1-7894-6075-9.
- Snaped, Laura. . The Guardian. 2020-07-27  [2021-02-07]. （原始内容存档于2022-03-10）.
- . Mixmag. 2018-05-03  [2020-11-30]. （原始内容存档于2021-04-16）.
- . The Economist. 2013-08-17  [2021-01-30]. （原始内容存档于2022-04-21）.
- Thomson, Iain. . shoom.london. 2018-09-13  [2020-12-11]. （原始内容存档于2022-04-18）.
- Turner, Dave. . Mixmag. 2018-05-04  [2021-01-30]. （原始内容存档于2021-02-28）.
- Walker, Sharon. . The Guardian. 2018-07-01  [2020-12-13]. （原始内容存档于2022-05-13）.

## 外部連結
- 官方网站